# 岡野保次郎
岡野 保次郎（おかの やすじろう、1951年 - ）は、日本の実業家・起業家。GIグループのオーナー。

## 来歴・人物
1951年、京都府福知山生まれ。1978年に上智大学を卒業、住友建設（現三井住友建設）に入社。
1981年、31歳の時に人材派遣のスタッフサービスを京都市内に一人で創業。
テンポラリーセンター（現パソナ）などの数社の先行企業の中でも独自の経営手法と営業システムを展開。バブル崩壊時には規模を縮小するも、その後1996年以降、強い営業組織の構築と、テレビコマーシャルメッセージでも流行語に選出された”オー人事オー人事”のCMシリーズの展開などで事業の急成長を牽引し、2000年には人材派遣業界トップにまで導いた、と日経ビジネスは評している。
2007年人材派遣事業をリクルートに売却、2008年にそれまでに起業した不動産・法人営業・レジャー・飲食事業などを展開するGIグループ（旧OGIグループ）を創業。

## 略歴
- 1976年（昭和51年）上智大学法学部卒業、経済学部に学士入学
- 1978年（昭和53年）上智大学経済学部卒業
- 1978年（昭和53年）住友建設(現三井住友建設)入社
- 1981年（昭和56年）同 退社
- 1981年（昭和56年）株式会社スタッフサービスを創業
- 2002年（昭和56年）株式会社スタッフサービス･ホールディングス設立、同代表取締役社長
- 2007年（平成19年）同社退任（人材事業の全株式をリクルート社に売却）
- 2008年（平成20年）GIグループを創業
- 2018年（平成30年）株式会社ネットランド代表取締役